# پناهجو
پناهجو یا متقاضی پناهندگی (انگلیسی: asylum seeker) به کسی گفته می‌شود که کشور اصلی خویش را بنابر عوامل مختلف ترک کند و سپس از کشور دیگری با استفاده از حق برخورداری از حقوق بین‌الملل تقاضای پناهندگی نماید.
پناهجو یا متقاضی پناهندگی ممکن است یک پناهنده، یک فرد آواره، یا یک مهاجر اقتصادی باشد.
متقاضی پناهندگی کسی است که یک فرم درخواست رسمی را برای گرفتن حق اقامت در کشور دیگری پرکند و این حق یا موقعیت قانونی را مادامی که درخواست نامه پناهندگی اش تحت بررسی است و به پایان نرسیده حفظ می‌کند. مقامات مربوط به بخش مهاجرت کشور پناهندگی تعیین می‌کنند که یا متقاضی پناهندگی، پناهندگی اش مورد پذیرش قرار می‌گیرد و به‌طور رسمی موقعیت پناهندگی کسب می‌کند یا اینکه پناهندگی او رد می‌شود که در نتیجه این شخص مهاجر غیرقانونی است و مجبور است آن کشور را ترک کند و حتی ممکن است اخراج گردد. متقاضی پناهندگی اگر وضعیت حقوقی اش منطبق با تعریف «پناهنده» در کنوانسیون حقوق بشر ۱۹۵۱ و سایر قوانین پناهندگی مانند کنوانسیون حقوق بشر اروپا باشد ممکن است به عنوان پناهنده شناخته شده و موقعیت حقوقی پناهندگی کسب کند.
اگر تقاضای پناهندگی از اتحادیه اروپا باشد. کشورهایی که امضاکننده کنوانسیون پناهندگان هستند بر اساس خط مشی خود در مورد پذیرش یا عدم پذیرش متقاضیان پناهندگی عمل می‌کنند و بسته به قوانین هر کشور شرایط برای متقاضیان پناهندگی کشور به کشور و سال به سال متفاوت می‌باشد.
اصطلاح پناهجو یا متقاضی پناهندگی اغلب اشتباه گرفته می‌شود: یک پناهجو یا متقاضی پناهندگی کسی است که می‌گوید پناهنده است. اما ادعای او هنوز مشخص نشده‌است. به‌طور متوسط هر سال حدود یک میلیون نفر به‌طور مستقل درخواست پناهندگی می‌کنند.

## عوامل تقاضای پناهندگی
عواملی که موجب تقاضای پناهندگی می‌شود، عبارت است از ترس، تعقیب یا پیگرد سیاسی، عضویت در احزاب سیاسی و داشتن عقاید مذهبی و تعلقات به گروه‌های مختلف اجتماعی و اقلیت‌های قومی، پناهنده سیاسی، پناهجو یا متقاضی پناهندگی به کسی اطلاق می‌شود که در کشور اصلی اش نسبت فعالیت‌های عقیدتی، جنس، نژاد، زبان، ملیت، و قوم مورد پیگرد و تعقیب قرار گرفته ویا عملاً در خطر شکنجه، زندان و مرگ قرار داشته باشد.

## راه‌های درخواست پناهندگی
برخی از کشورها در ورود «ویزای پناهندگی» می‌دهند که یک راه امن و قانونی برای رسیدن به کشوری است که در آن تقاضای پناهندگی صورت می‌گیرد. بسیاری از کشورها این کار را نمی‌کنند، به همین دلیل بسیاری از افراد برای ورود به این کشورها با خطرات زیادی مواجه می‌شوند. در بسیاری از کشورها تقاضای پناهندگی تنها زمانی انجام می‌شود که در ورود به آن کشور باشد:
- هنگامی که پناهجو برای اولین بار وارد کشور می‌شود، قبل از عبور از کنترل مهاجرت در بدو ورود در بندر (هوایی یا دریایی).
- متقاضی پناهندگی در ورود به کشور پس از گذر از کنترل مهاجرت در جا برای پناهندگی اقدام می‌کند.[۵]
- در ساحل ورودی کشور بعد از گیشه کنترل مهاجرت فرد درخواست پناهندگی می‌کند، برخی کشورها مدارا کرده و در ساحل می‌پذیرند اما برخی دولت‌ها اقدام به دستگیری یا بازداشت کسانی که برای پناهندگی اقدام کرده‌اند یا در حال اقدام هستند می‌کنند.
- پس از ورود غیرمجاز و دور زدن کنترل مهاجرت.
- پس از ورود قانونی، اما پس از آن که مهلت اقامت از سررسید بگذرد، مانند گذشتن از مهلت ویزا.
- در واکنش به بازداشت یا دستگیری توسط مجریان اداره مهاجرت. درخواست پناهندگی می‌کند.

## پناهندگی و حمایت ازآن
پناهندگی به عنوان یک اصل حقوقی محدود به دسته‌بندی افرادی که واجد شرایط حقوقی برای پناهندگی هستند نیست. برعکس این اصل حقوقی بیش از تولد قوانین بین‌المللی برای حمایت از پناهندگان بوده‌است.

## حقوق پناهجویان
در وضعیتی که پناهجو در انتظار رسیدگی به درخواست پناهندگی در کشوری به سر می‌برد، از حقوق محدودی برخوردار است. در اغلب کشورها آن‌ها مجاز به کار کردن نیستند و در برخی کشورها حتی به‌طور داوطلب نمی‌توانند کار کنند. در برخی از کشورها آن‌ها مجاز نیستند به‌طور آزادانه در داخل کشور جابجا شوند. حتی دسترسی به خدمات درمانی محدود است. در اتحادیه اروپا، کسانی که در پروسه بررسی هستند و هنوز به عنوان پناهنده به رسمیت شناخته نشده‌اند، دارای حقوق محدود دسترسی به مراقبت‌های بهداشتی و احیاناً روانی هستند. با این حال این قوانین بسته به کشور میزبان متفاوت ا ست.

## فقر و تنگدستی
به این دلیل که نتایج درخواست پناهندگی اغلب ماه‌ها یا سال‌ها به طول می‌انجامد و افراد خیلی منتظر می‌مانند و اغلب مجاز به کار کردن هم نیستند، اغلب به مینیمم پولی که دریافت می‌کنند سر کرده و حمایت مالی ندارند درخطر فقر و تنگدستی قرار می‌گیرند.

## رد درخواست پناهندگی
اغلب اتفاق می‌افتد که درخواست پناهندگی در کشور متقاضی پناهندگی پذیرفته نشده و آن کشور وضعیت پناهندگی فرد را به رسمیت نمی‌شناسند و آن‌ها را مهاجران غیرقانونی معرفی می‌کند. برخی از پناهجویان مجبور به اقامت موقت می‌شوند، برخی داوطلبانه به کشور خود بازمی‌گردند و برخی از آن‌ها مجبور به بازگشت می‌شوند. آن‌ها قبل از این که اخراج شوند، اغلب در بازداشت اداره مهاجرت کشور مقیم قرار می‌گیرند.

## خروج از وضعیت قانونی پناهندگی
پناهجویانی که مرتکب جنایت علیه صلح، جرائم جنگی یا جنایت علیه بشریت یا سایر جنایات جدی غیر سیاسی می‌شوند اگر اقدامات آن‌ها علیه اهداف و اصول سازمان ملل باشد از حمایت بین‌المللی محروم می‌شوند.